# Rodovia Dom Pedro I (SP-065)

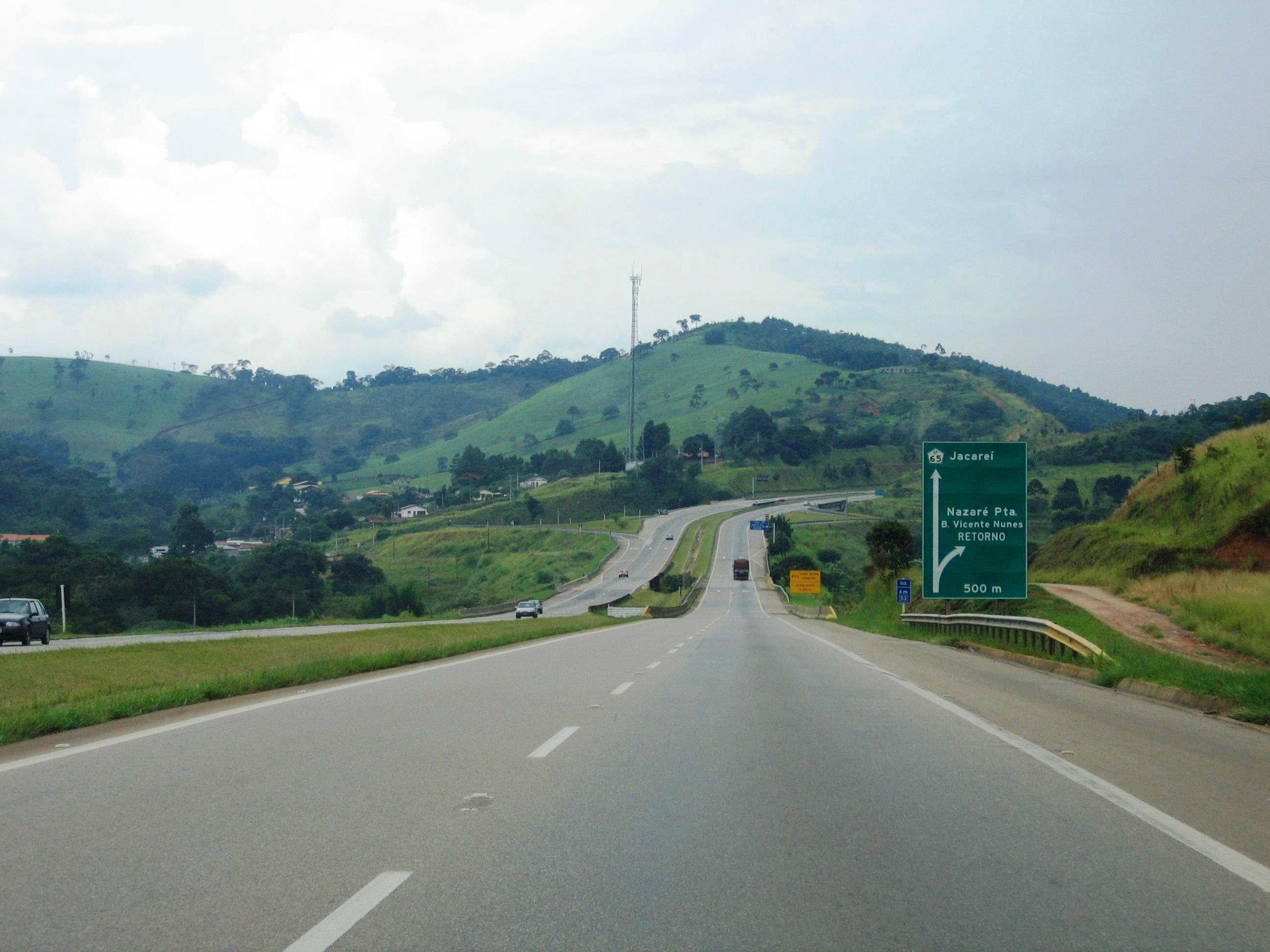
La Rodovia Dom Pedro I à la hauteur de Nazaré Paulista

La Rodovia Dom Pedro I (codifiée SP-065) est une autoroute dans l'État de Sâo Paulo, Brésil.
C'est l'autoroute la mieux construite et la plus touristique de la région. Elle joint la Anhangüera à la Rodovia Presidente Dutra desservant les villes de Campinas, Valinhos, Itatiba, Atibaia, Nazaré Paulista et Jacareí. Ses 126 km de trajet traversent une belle région vallonnée pleine de lacs, de barrages et de forêts tempérées.
La route croise la Rodovia Fernão Dias, qui relie São Paulo à Belo Horizonte, près d'Itatiba. Le tronçon qui traverse dans la ville de Campinas fait partie de l'anneau routier de Campinas.
Son nom est en l'honneur de Pierre Ier du Brésil, parce qu'elle fut inaugurée en 1972, durant les fêtes des 150 ans de l'indépendance. Elle fut dédoublée et devint une autoroute en 1990.
La route est administrée et entretenue par la DERSA, une Compagnie d'État, et est à péage.